# Midsummer

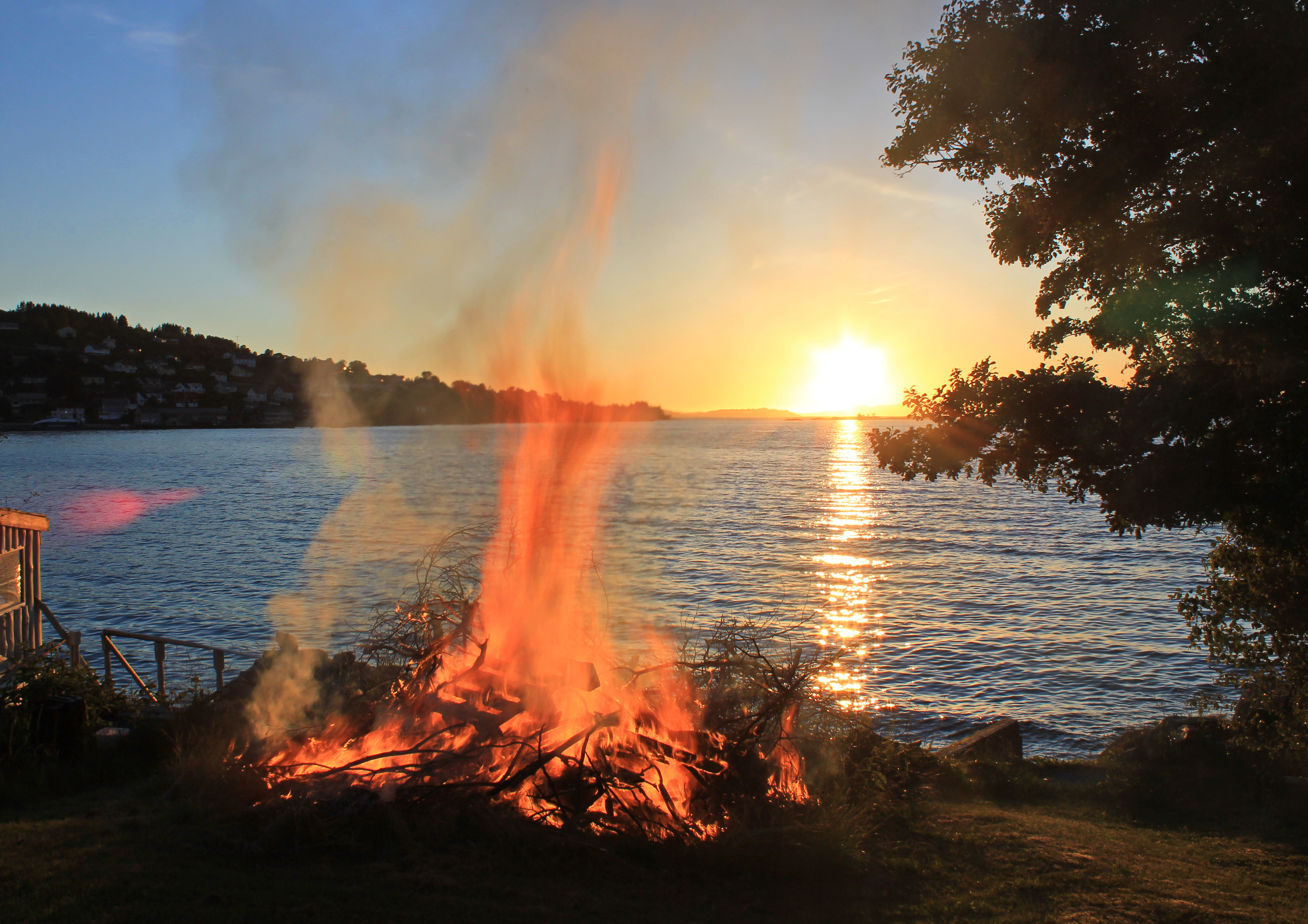
Slunovratový oheň na norském ostrově Tysnes

Midsummer, anglicky „střed léta“, švédsky midsommar, a podobně v dalších jazycích, je oslava letního slunovratu a svatojánské noci v různých zemích severní Evropy. Svátek je spojen se zvyky, jako je tanec, zpěv, hodování, pálení ohňů, sběr květin a úklid. Ve Švédsku je typické také stavění májek, v Norsku a Dánsku je tento zvyk také známý, ale méně rozšířený. Původ těchto oslav může ležet v předkřesťanských dobách, kdy snad měly oslavy zajistit zdárný počátek léta a následnou bohatou úrodu. Rozličným praktikám spojeným s letním slunovratem byla připisována moc zajistit štěstí a zdraví, ohně měly chránit před zlými silami a prováděla se různá kouzla lásky nebo věštění, které mělo zjistit identitu budoucího ženicha či nevěsty. Nejstarší doklad o ohních stavěných na letní slunovrat či svatojánskou noc pochází ze Zlaté legendy Jacoba de Voragine z konce 13. století.

Na počátku 21. století je letní slunovrat nejvýrazněji slaven ve Švédsku a Finsku, kde je státním svátkem. S oslavami jsou často spojeny křtiny a svatby, pořádají se také velké festivaly pod širým nebem.
Ve Wicce je Midsummer, zvaný též Litha, jedním ze svátků Kola roku.

## Norsko
V Norsku původně připadal midtsommer na 14. června, přičemž léto se počítalo od 14. dubna do 13. října, až později začal být spojován s letním slunovratem. Předkřesťanské a lidové oslavy se také spojily s křesťanským svátkem Jana Křtitele (staroseversky jónsvaka, norsky sankthans nebo jonsok), který přestal být v roce 1770 oficiálním svátkem. Oslavy však dále pokračovaly, především ve východonorském Vestfoldu a Grenlandu.
O midtsommeru se zakládaly velké ohně, které měly chránit před zlými silami, k nejznámějším patřily ty na kopci v osloském St. Hanshaugen a na hoře Aksla u Ålesundu. V roce 2016 byl v Ålesundu ustanoven světový rekord s vatrou vysokou 47,39 metrů. Domy a kostely se zdobily zvenku i zevnitř květy a březovými ratolestmi a selky v rámci „probouzení polí“ sbíraly slámu a květiny, z kterých pletly věnce. V noci se sbíraly léčivé byliny, taktéž voda nabraná ze studánek o tomto svátku měla mít léčivé účinky, stejně jako účast na náboženské pouti. K dalším zvykům patřila, především v západním Norsku, dětská „svatba“ kopírující svatbu skutečnou. O této noci se měly shromažďovat čarodějnice na sabatu, především na mytické hoře Bloksberg, někdy ztotožňované s německým Brockenem.

## Švédsko
Nejstarší doklad pochází od Olause Magnuse, který kolem roku 1550 zmínil, že se Švédové na midsommar shromažďují na trzích, staví velké ohně a tančí. Ústřední prvkem oslav je majstång, tedy májka, kulturní historik Herleik Baklid se domnívá, že zvyk stavění májky přišel do Švédska z Německa na přelomu 15. a 16. století. Od roku 1953 midsommar spadá na sobotu nejbližší letnímu slunovratu, tedy na datum mezi 20. a 26. červnem.

## Odraz v kultuře
Americký režisér Ali Aster natočil roku 2019 psychologický thriller Midsommar (v české verzi Slunovrat), v němž jsou na pozadí milostného příběhu ztvárněny i lidské oběti a sexuální rituály.